# Vickleby
Vickleby ist ein zur Gemeinde Mörbylånga gehörender Ort (schwedisch tätort) auf der schwedischen Insel Öland in der Provinz Kalmar län und der historischen Provinz Öland.

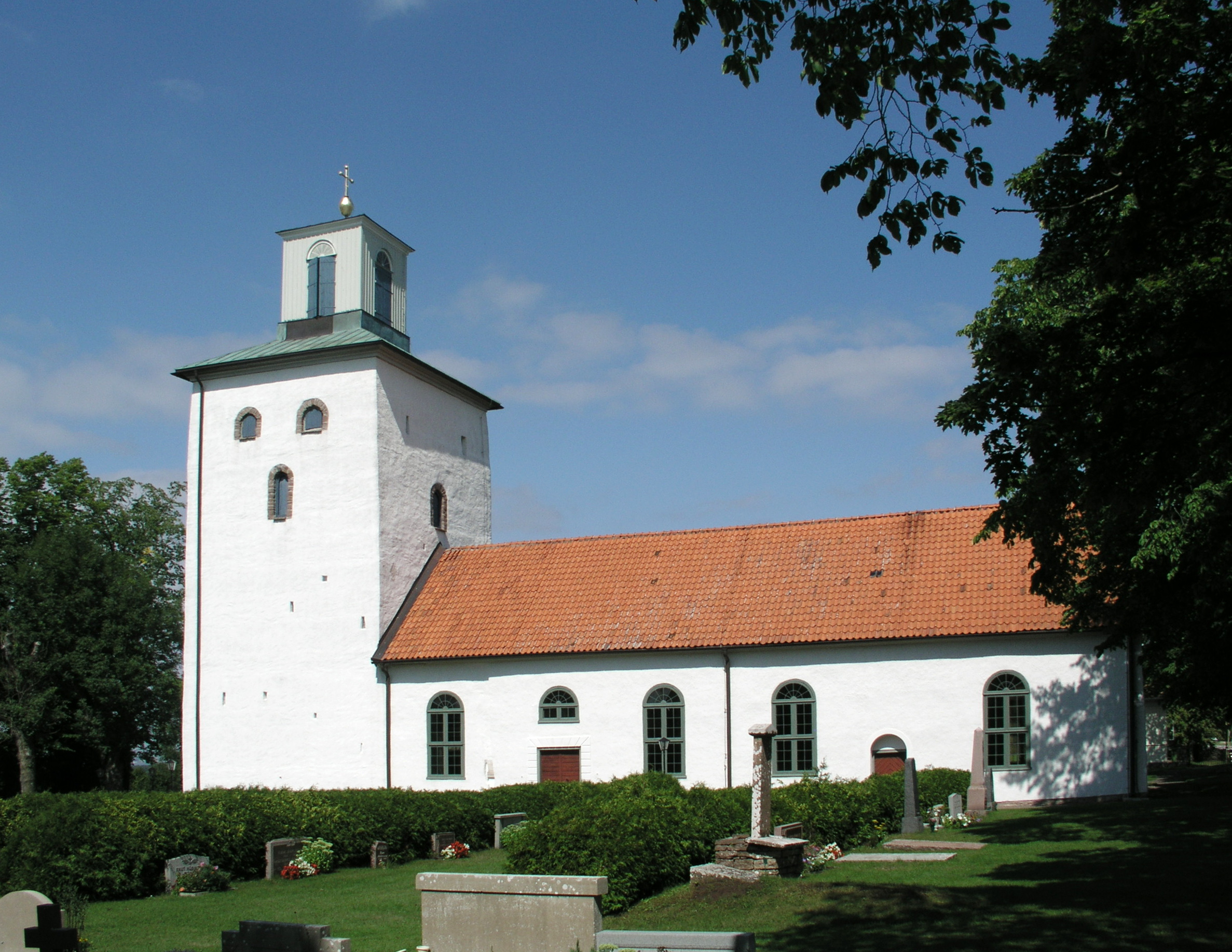
Kirche von Vickleby

Der Ort liegt im Südwesten der Insel. Durch den Ort verläuft die Landstraße 136. Östlich erstreckt sich das Stora Alvaret. In dieser kargen Avarlandschaft liegen südöstlich des Orts die Vätar Övre und Nedre lindskärr. Westlich von Vickelby, am Ufer des Kalmarsunds befindet sich das Naturschutzgebiet und aufgegebene Hafenprojekt Beijershamn, nordwestlich steht mit dem Karlevistein ein bekannter Runenstein.
In Vickleby besteht die von Carl Malmsten gegründete Schule für Kunsthandwerk Capellagården. Die Arbeiten der Schule werden dort auch ausgestellt und verkauft. Bereits aus dem frühen Mittelalter stammt die Kirche von Vickleby. Bemerkenswert ist die Kanzel aus dem Rokoko.